# Torgelower FC Greif
Torgelower FC Greif is een Duitse sportvereniging uit Torgelow, Mecklenburg-Voor-Pommeren. De club is het meest bekend voor zijn voetbalafdeling, maar is ook actief in handbal, badminton, tafeltennis, wielrennen, vrouwensport en nordic walking.

## Geschiedenis
De ontwikkeling van de club loopt terug tot in de negentiende eeuw toen in 1890 de turnclub TV Torgelow opgericht werd. In 1919 werd de voetbalclub FC Greif Torgelow opgericht.
Na de Tweede Wereldoorlog werden alle Duitse voetbalclubs ontbonden. De club werd op 26 februari 1946 heropgericht als SG Torgelow. In 1951 werd de club omgevormd tot een BSG onder de naam BSG Stahl Torgelow. Van 1952 tot 1956 heette de club BSG Motor Torgelow en in 1963 werd het BSG Nord Max Matern Torgelow.
Na de Duitse hereniging werd op 1 juli 1990 de huidige naam aangenomen. Op 1 juli 2010 fuseerde de club met FC Vorwärts Drögeheide. De naam bleef behouden. Ondanks een vijfde plaats in 2012 promoveerde de club door een uitbreiding van de competitie, maar werd na één seizoen terug naar de Oberliga verwezen. In 2014 degradeerde de club naar de Verbandsliga en wijzigde de naam in Torgelower FC Greif. In 2017 werd de club kampioen en keerde terug naar de Oberliga. 
Na het seizoen 2021/22 trok de club zich terug uit de Oberliga Nordost-Nord. Er werd een doorstart gemaakt op het 8e niveau in de Landesklasse-II van Mecklenburg-Vorpommern.